# Forte Gaddis
Forte Gaddis (em inglês: Fort Gaddis) é o edifício mais antigo conhecido no Condado de Fayette, Pensilvânia, e a segunda cabana de madeira mais antiga do oeste da Pensilvânia. Ele está localizado a 300 jardas (270 m) a leste da antiga US Route 119, perto do cruzamento da Route 857 em South Union Township, Condado de Fayette, Pensilvânia (leste de Hopwood e sul de Uniontown). Fort Gaddis foi construído por volta de 1769-74 pelo coronel Thomas Gaddis que estava encarregado da defesa da região, e sua casa provavelmente foi designada como local de reuniões comunitárias e abrigo em tempos de emergência, daí o termo "Fort Gaddis", provavelmente uma denominação do século XIX. É uma estrutura de troncos de 1 1/2 andares e 1 cômodo, medindo 26 pés de comprimento e 20 pés de largura.
Durante a Rebelião do Uísque, um Polo da Liberdade foi erguido na casa durante uma manifestação em apoio à causa rebelde. A escolha deste local para uma manifestação política indica sua importância como ponto focal de expressão comunitária. O fato de que todas as adições ao edifício foram removidas no início do século XX em respeito à seção contemporânea com a Revolução Americana e a Rebelião do Whiskey é evidência do status e poder de longa data e contínuo do edifício como símbolo da comunidade.
Fort Gaddis foi construído perto da Catawba Trail, uma importante rota norte-sul que se estendia de Nova York ao Tennessee e passava por Uniontown, Pensilvânia e Morgantown, West Virginia. No século XIX, a trilha tornou-se conhecida localmente como Morgantown Road. Agora é a Old US Route 119. Cerca de 2 milhas ao norte nesta estrada é Uniontown, a sede do Condado de Fayette, Pensilvânia, estabelecida no final da década de 1760 e fundada em julho de 1776 como Beeson's Mill.
Os fãs de história e pesquisadores devem estar cientes de que, dependendo de quais fontes são consultadas, Fort Gaddis também pode ser conhecido como "Thomas Gaddis Homestead", "Thomas Gaddis House" ou "Gaddis' Fort".
Foi adicionado ao National Register of Historic Places em 1974 como Thomas Gaddis Homestead.

## Galeria

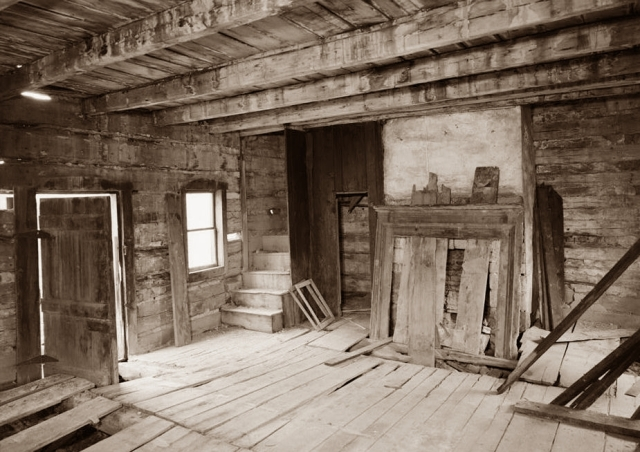
National Register of Historic Places
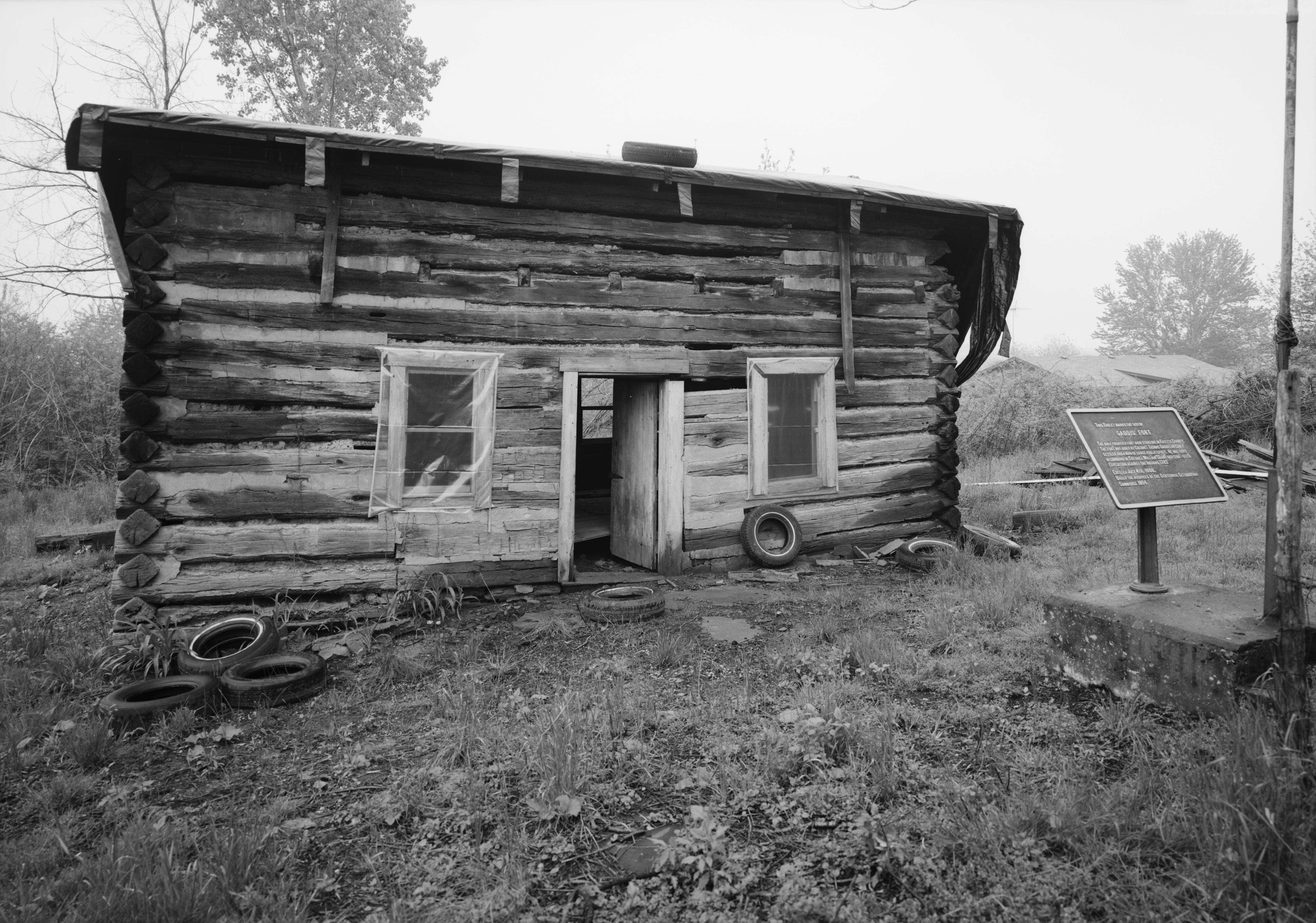
Foto tirada durante a restauração de ca1989
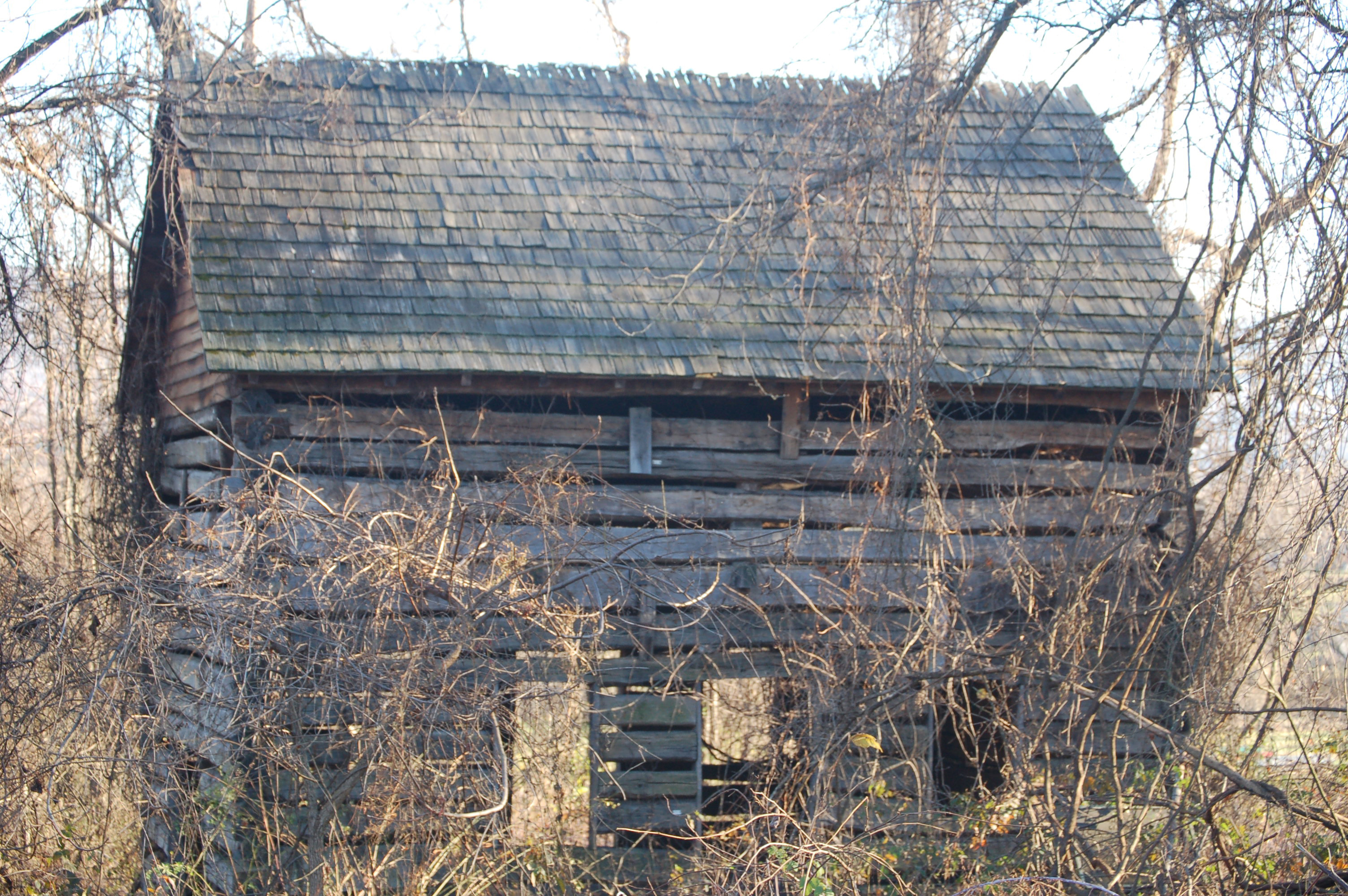
Foto tirada em 2012
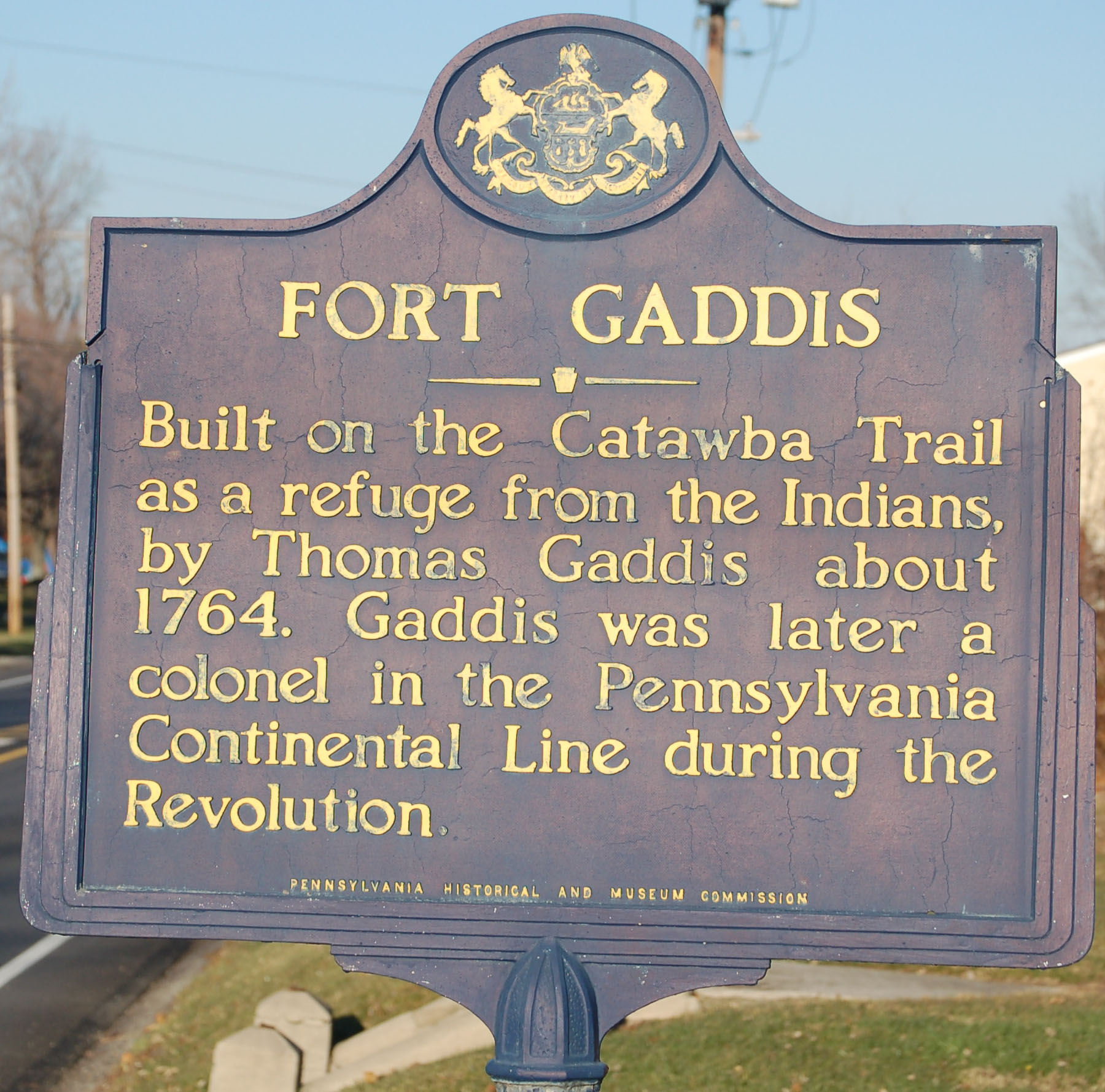
Marcador de estrada